# Welschdörfli

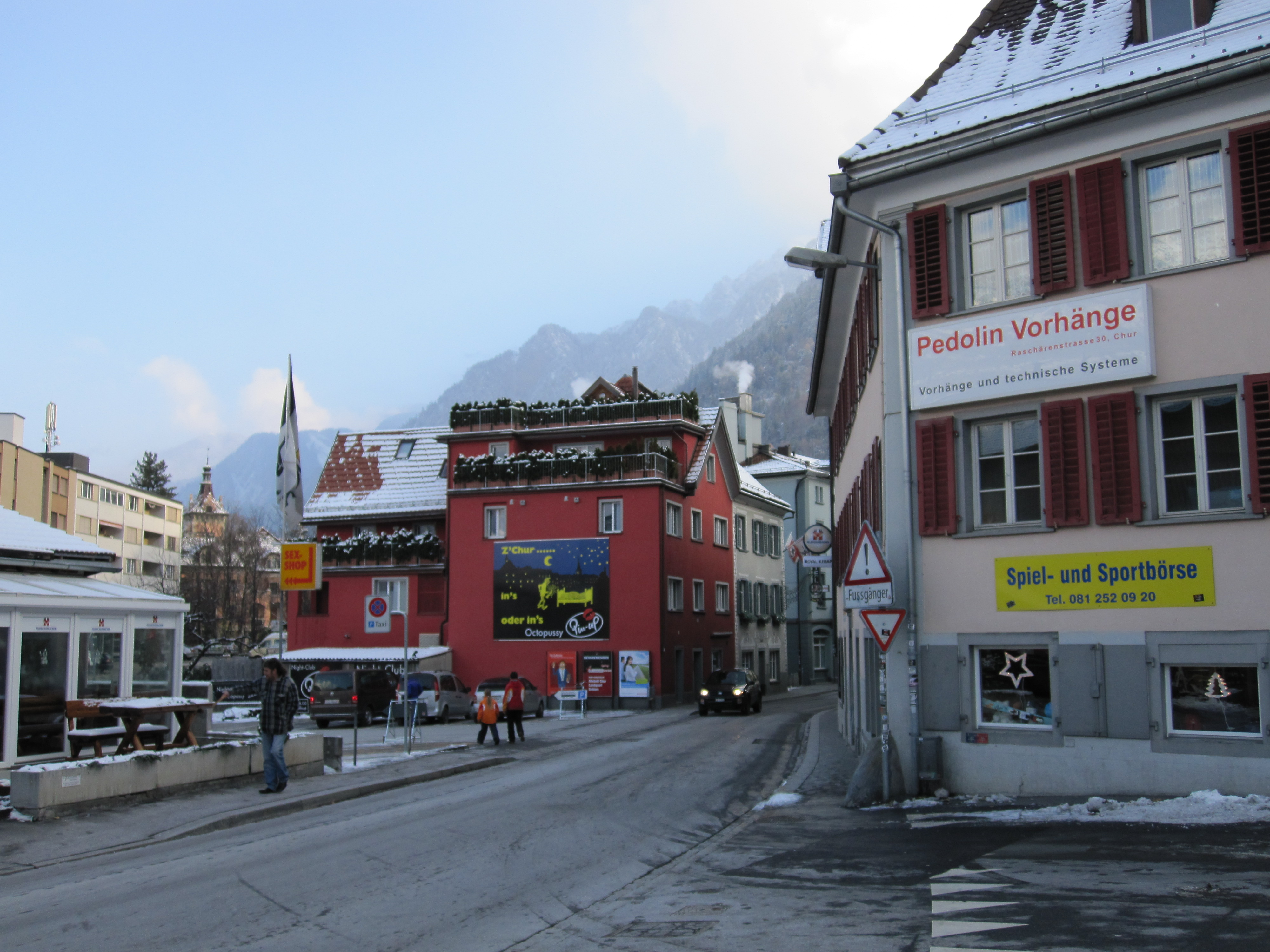
Eingang in das Welschdörfli

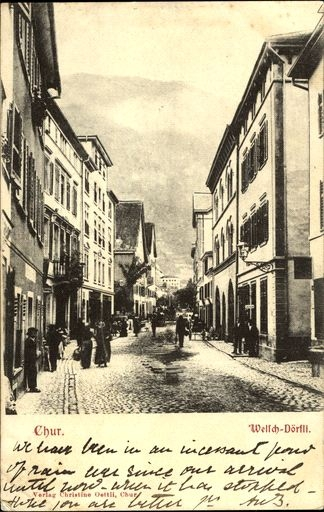
Das Welschdörfli auf einer Ansichtskarte von 1903

Das Welschdörfli ist ein Quartier in der Bündner Kantonshauptstadt Chur, das bekannt ist als Vergnügungsviertel und als Nadelöhr des Transitverkehrs. Ausgrabungsfunde belegen, dass das heutige Welschdörfli vor etwa 5000 Jahren zeitweilig besiedelt war.

## Lage
Das Welschdörfli liegt westlich der Altstadt auf der linken Seite der Plessur und beginnt unmittelbar vor dem Obertor. 

## Name
Der Name Welschdörfli entstand im Spätmittelalter, als die Stadt Chur den Sprachwechsel zum Deutschen hin weitgehend vollzogen hatte, die Siedlungen ausserhalb der Stadtmauern aber noch am Rätoromanischen, dem Welschen, festhielten.

## Infrastruktur
Das Welschdörfli wird dominiert von einem grösseren Hotel, von Wirtshäusern und Etablissements. Einziges Kirchengebäude ist die Friedenskirche der Methodisten.
Sehenswert sind die unter eidgenössischem Denkmalschutz stehenden Schutzbauten des Architekten Peter Zumthor über einer jungsteinzeitlichen und später altrömischen Siedlung, der Curia Raetorum.